# Castelo Ballymoon
O Castelo Ballymoon (em língua inglesa Ballymoon Castle) é um castelo atualmente em ruínas, classificado como Monumento Nacional,  localizado em Bagenalstown, Carlow, República da Irlanda. 
O castelo foi provavelmente construído por Roger Bigod ou por um membro da família entre 1290 e 1310.